# Order of Saint Patrick

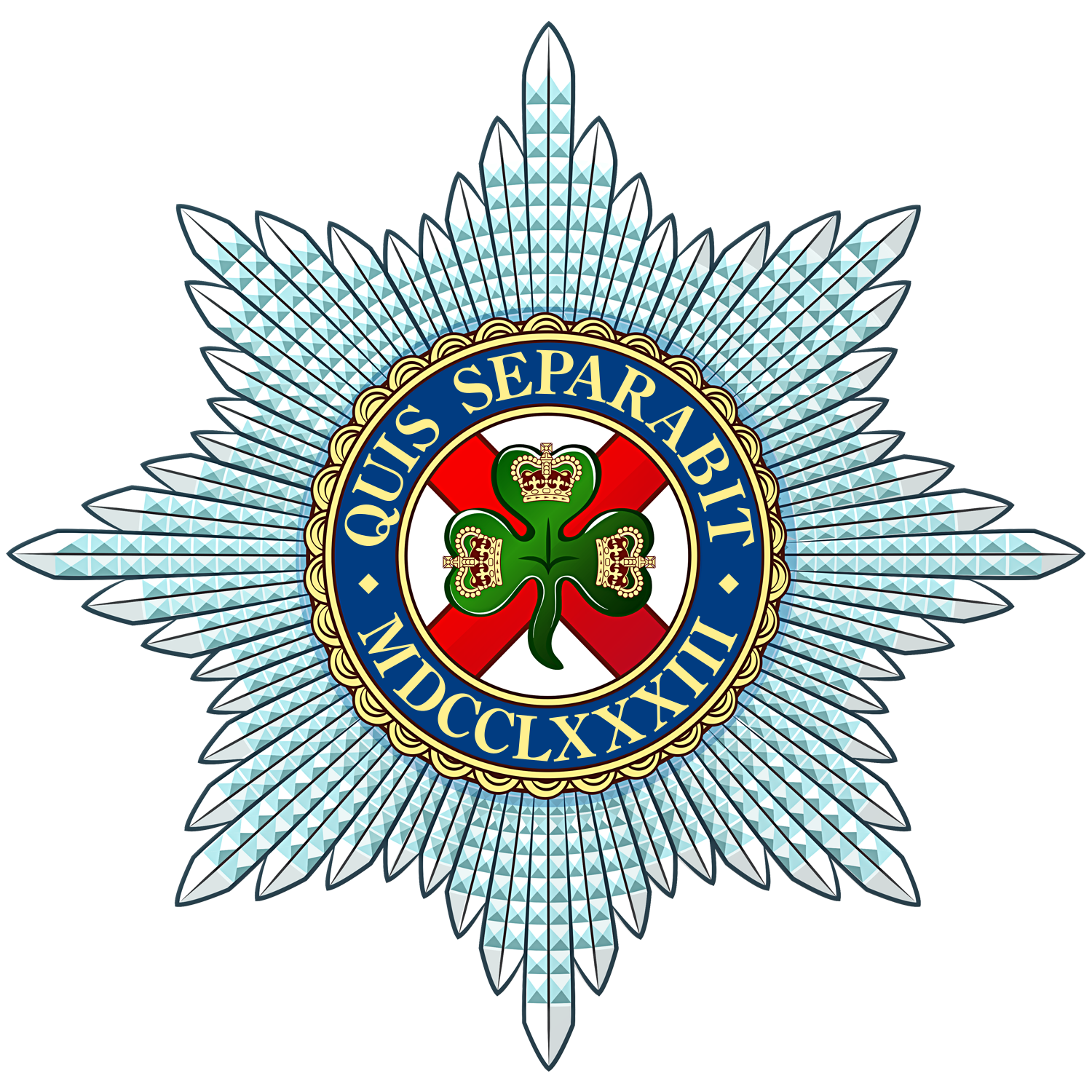
Stern des Ordens von St Patrick

Der Erlauchteste Orden von St Patrick (englisch The Most Illustrious Order of Saint Patrick) ist ein auf Irland bezogener britischer Orden. Er ist der dritthöchste Ritterorden (Order of Knighthood) des Vereinigten Königreichs.
Der Orden wurde 1783 gegründet und nimmt Bezug auf den irischen Nationalheiligen Patrick. Nach der Abspaltung des Irischen Freistaats vom Vereinigten Königreich 1922 wurde die Aufnahme neuer Ritter in den Orden ausgesetzt, formal besteht er aber bis heute.

## Geschichte des Ordens
Der Orden wurde am 5. Februar 1783 von George III. gestiftet. Die Gründung erfolgte auf Anregung des damaligen Lord Lieutenant of Ireland, George Nugent-Temple-Grenville, 3. Earl Temple, und diente dazu, wichtige irische Adlige enger an die britische Krone zu binden, bzw. deren politische Unterstützung im Parliament of Ireland zu honorieren, nachdem mit der Constitution of 1782 die gesetzgeberischen Befugnisse dieses Parlaments deutlich ausgeweitet worden waren.
Der Orden von St Patrick war der ranghöchste Ritterorden des Königreichs Irland. Er ist als Äquivalent zum 1348 im Königreich England gegründeten Hosenbandorden und zum 1687 im Königreich Schottland gegründeten Distelorden zu verstehen. Seit mit dem Act of Union 1800 das Königreich Irland mit dem Königreich Großbritannien zum Vereinigten Königreich vereinigt wurde, steht der Orden von St Patrick im protokollarischen Rang der britischen Ritterorden aufgrund seines geringeren Alters hinter diesen beiden auf Platz drei. Auch nach der Vereinigung der Königreiche blieb jeder dieser drei Orden dem jeweiligen Landesteil gewidmet.
Das Motto des Ordens lautet: Quis separabit?, lat. für „Wer will uns scheiden?“, eine Anspielung auf die Vulgata-Übersetzung des Römerbriefes 8:35, „Wer will uns scheiden von der Liebe Christi?“, wobei hier die Trennung der drei Königreiche gemeint war.

### Ruhen des Ordens
Nach Entstehen des Irischen Freistaats im Jahr 1922 kam sein Exekutivrat zu der Überzeugung, die Nominierung neuer Kandidaten für die Aufnahme in den Orden auszusetzen. Nur noch drei britische Prinzen, nämlich 1927 Edward, Prince of Wales (der spätere König Eduard VIII. und Duke of Windsor), 1934 Henry, Duke of Gloucester, und 1936 Albert, Duke of York (der spätere König George VI.), wurden seither ausnahmsweise (auf Initiative ihres Vaters König George V. und mit der Genehmigung der irischen Regierung) als Ritter in den Orden aufgenommen. Ansonsten wurde seither kein Ritter mehr geschlagen. Der letzte Ritter des Ordens, Henry, Duke of Gloucester, starb 1974. Königin Elisabeth II. war seitdem als Souverän des Ordens das einzige verbliebene Mitglied. Nach ihrem Tod übernahm ihr Sohn Charles III. 2022 diese Funktion. Der einzige noch heute im Amt befindliche Beamte des Ordens ist der Norroy and Ulster King of Arms Robert Noel als Registrator und King of Arms des Ordens; die übrigen Ordensämter sind vakant.

### Pläne für eine Wiederbelebung des Ordens
Während der 1940er Jahre trat der Ordensritter und Berater des irischen Präsidenten, Arthur Forbes, für eine Wiederbelebung des Ordens ein. Dies erwog während der 1960er Jahre auch der Taoiseach Seán Lemass, der sich aber zu keiner Entscheidung durchringen mochte. Möglich, wenn auch höchst unwahrscheinlich, ist die unilaterale Wiederbelebung des Ordens durch die britische Monarchie. Ebenfalls möglich ist, dass Monarchie und irische Regierung den Orden als Teil des anglo-irischen Ehrensystems reaktivieren. Die irische Tageszeitung Sunday Independent veröffentlichte im Juni 2004 einen Artikel, der die Wiederbelebung des Ordens empfahl; künftige Mitglieder sollten sich um die anglo-irischen Beziehungen verdient gemacht haben und gemeinsam vom irischen Präsidenten und der britischen Monarchie ernannt werden. Dieser Vorschlag wurde in ähnlicher Weise auch von anderen Publikationen aufgegriffen.
Die Verfassung der Republik Irland schreibt vor, dass Adelstitel nicht vom Staat verliehen werden sollten und kein Adels- oder Ehrentitel von einem Bürger angenommen werden darf, solange die Regierung dem nicht zustimme. Unter Juristen ist es umstritten, ob diese Klausel die Auszeichnung der Mitgliedschaft im Orden von St Patrick irischen Bürgern nicht grundsätzlich verbietet. Manche Rechtsgelehrte interpretieren die Wendung „Adelstitel“ („titles of nobility“) als ererbte Hochadelstitel und andere Ehrentitel – nicht als lebenslange, nicht vererbbare Ehrung wie die der Ritterschaft.

## Ordensgliederung
Der britische Monarch ist Souverän des Ordens von St Patrick und benennt die übrigen Mitglieder. Der Lord Lieutenant of Ireland, der königliche Repräsentant in Irland, war einst der Großmeister. Sein Amt wurde aber 1922 abgeschafft; der letzte Lord Lieutenant und Großmeister war Edmund Fitzalan-Howard, 1. Viscount FitzAlan of Derwent.
Der Orden hat nur eine Klasse, die des Ritters (Knight Companion), und bestand ursprünglich aus fünfzehn Rittern. 1821 berief George IV. sechs weitere Ritter. König Wilhelm IV. ließ 1833 in den Statuten eine Grenze von 22 Rittern festschreiben. Die Ordensmitgliedschaft war auf Adlige beschränkt, die mindestens den Adelsrang eines Knight Bachelor innehatten und zudem, sowohl in männlicher als auch in weiblicher Linie, über drei Generationen wappenführender Vorfahren verfügen. In der Praxis wurden ausschließlich irische und britische Peers in den Orden aufgenommen.
Der Orden von St Patrick hatte sieben Beamte (Officers): den Prälat, den Kanzler, den Registrator, den Wappenkönig (King of Arms), den Amtsdiener, den Geschäftsführer und den Ahnenforscher. Viele von ihnen waren Geistliche aus der Church of Ireland und später der Staatskirche. Nach der Säkularisation im Jahr 1871 war den Geistlichen erlaubt, bis zu ihrem Tod im Amt zu bleiben. Bis auf den Registrator und den Wappenkönig sind derzeit alle Ämter vakant.
Das Amt des Prälaten wurde vom Erzbischof von Armagh ausgefüllt, dem höchsten Geistlichen der Church of Ireland. Dieser Posten ist seit 1885 offen. Der zweithöchste Geistliche der irischen Kirche, der Erzbischof von Dublin, war ursprünglich Kanzler des Ordens. Von 1886 an übernahm der Chief Secretary for Ireland dieses Amt. Seit die Position des Chief Secretary 1922 abgeschafft wurde, ist auch diese Stelle nicht mehr besetzt worden.
Der Dekan der Kathedrale von St Patrick in Dublin war einst Registrator des Ordens. 1890 übernahm sein Amt jedoch der Chief Herald of Ireland, der höchste Herold Irlands. Er diente dem Orden zugleich als Wappenkönig. 1943 wurde das Amt zweigeteilt, eine Auswirkung der Teilung Irlands im Government of Ireland Act von 1920. Die Stelle, sofern sie Nordirland betraf, ging im Norroy King of Arms auf, dem Herold für den Norden Englands. Den Posten des Norroy and Ulster King of Arms gibt es noch; er war den Stellen des Registrators und des King of Arms innerhalb des Ordens angeschlossen. Das Amt des Norroy and Ulster King of Arms, sofern es den Irischen Freistaat betraf (heute die Republik Irland), wurde zum Hauptherold Irlands. Beide Teile sehen sich als Nachfolger der Ulster Kings of Arms und kooperieren miteinander.
Der Amtsdiener des Ordens war der Gentleman Usher of the Black Rod. Der Irish Gentleman Usher of the Black Rod unterschied sich vom gleichnamigen britischen Beamten. Letzterer war weiterhin als Diener des Hosenbandordens und als Serjeant-at-Arms des House of Lords zuständig. Der Posten des irischen Amtsdieners ist seit 1933 unbesetzt.
Die Position des Geschäftsführers ist seit 1926, die des Ahnenforschers seit 1930 vakant (zuvor war sie bereits zwischen 1885 und 1889 nicht besetzt).

## Ornat und Insignien

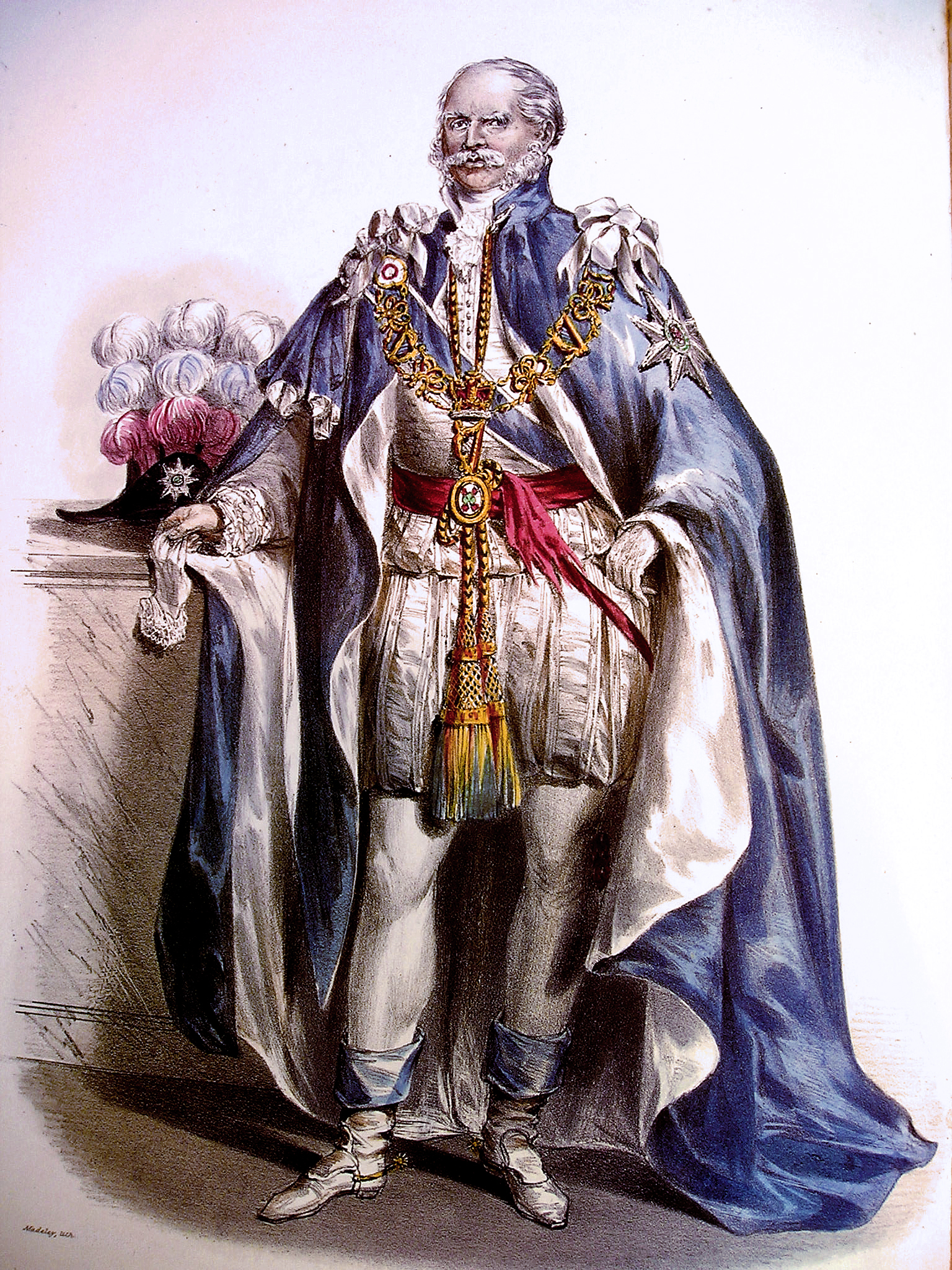
Ernst August I. von Hannover im Ornat des Ordens

Bei wichtigen Anlässen, wie der Krönungszeremonie oder der Investitur neuer Mitglieder des Orden, trugen die Ritter von St Patrick kunstvolle Gewänder:
- Der Mantel war eine himmelblaue Robe mit eingearbeiteter weißer Seide und einer blauen Kapuze. Der Stern des Ordens (siehe unten) war an der linken Seite befestigt.
- Der Hut des Ordens war aus schwarzem Samt gefertigt und mit drei Federn verziert, einer roten, einer weißen und einer blauen.
- Die Collane war aus Gold mit verknoteten Rosen und Harfen. Die mittlere Harfe war von einer Krone geschmückt. Die Collane wurde um den Hals getragen.

Abgesehen von diesen besonderen Gelegenheiten wurden weit schlichtere Ordensinsignien getragen:
- Der Stern des Ordens war von achteckiger Gestalt, wobei vier Richtungen länger waren als die anderen. Jede Ecke zeigte einen Strahlenbündel. In der Mitte wiederholte sich das Motto, Jahr und Aussehen des Ordens. Der Stern wurde auf der linken Brust getragen.
- Das breite Band war eine himmelblaue Schärpe, die über den Körper getragen wurde, von der linken Schulter zur rechten Hüfte.
- Das Abzeichen war auf Höhe der rechten Hüfte an die Schärpe geheftet (oder an der Collane, falls sie getragen wurde). Der Orden war golden und zeigte ein mit drei Kronen geschmücktes Kleeblatt, oben das Saint-Patricks-Kreuz und war in einen blauen Kreis eingefasst, der das Motto in Majuskeln ebenso zeigte wie das Gründungsjahr des Ordens in römischen Ziffern („MDCCLXXXIII“).

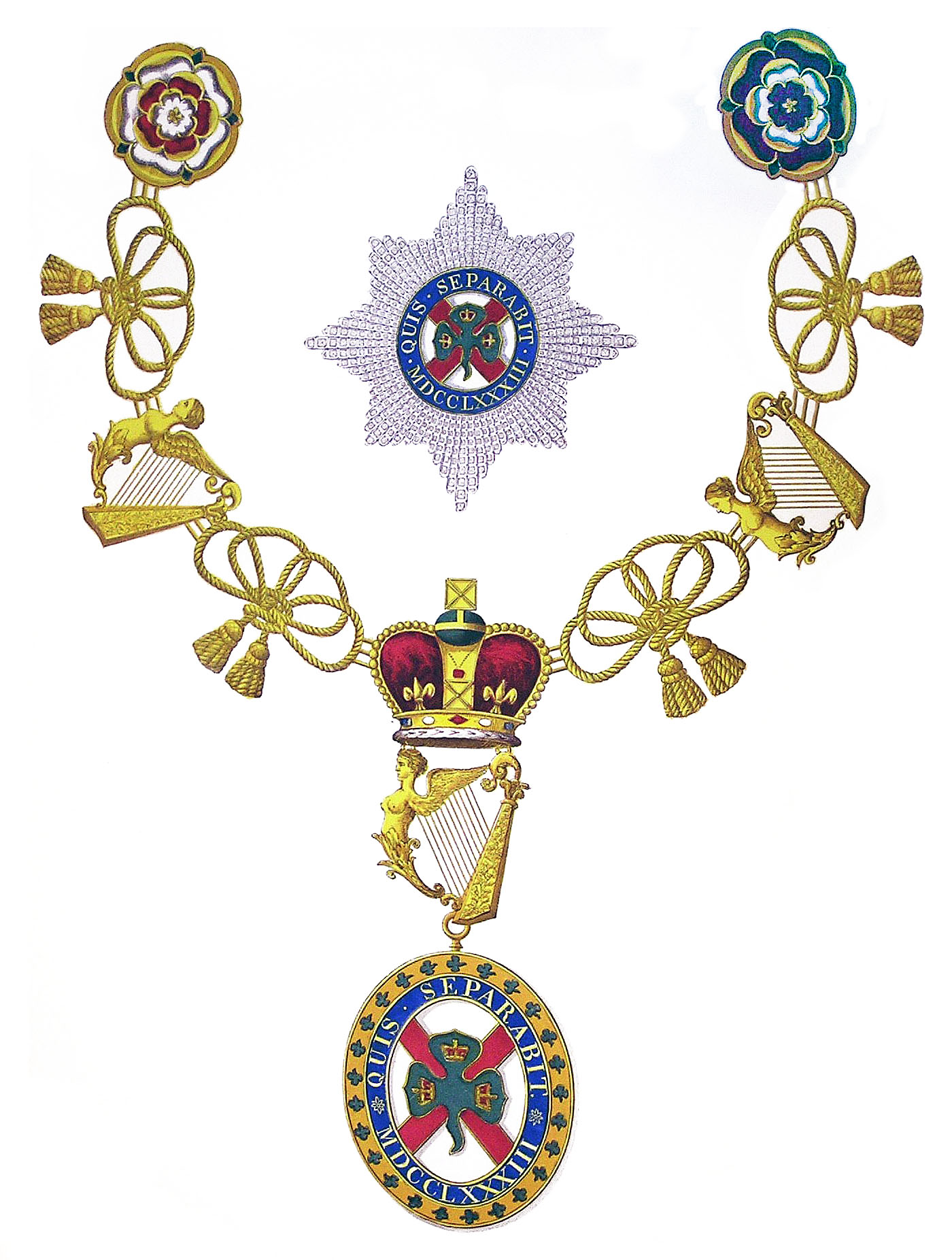
Collane und Bruststern
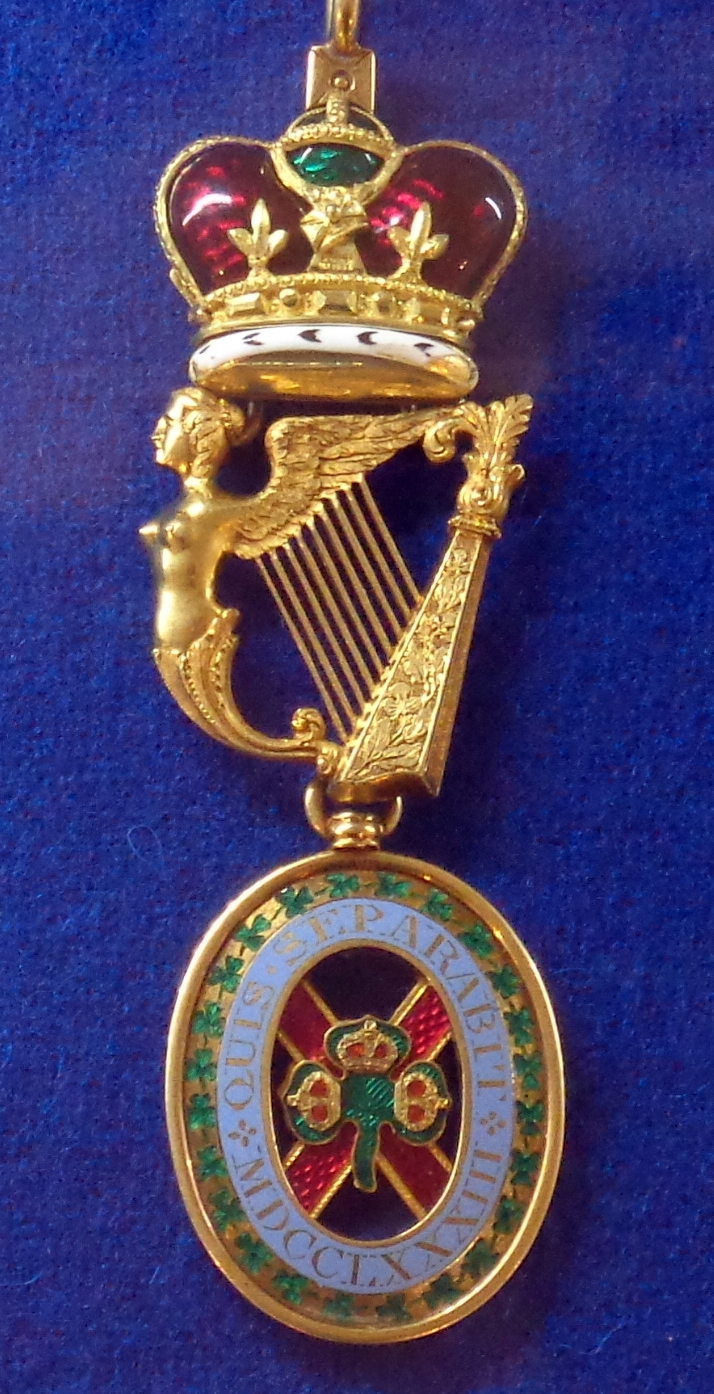
Abzeichen
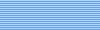
Farbe des Bandes, hier als Bandschnalle

Die Insignien des Souveräns waren in Form und Gestaltung mit denen der Ritter identisch. 1831 jedoch trat Wilhelm IV. als Ordenssouverän mit Stern und Abzeichen auf, die mit Rubinen, Smaragden und Diamanten verziert waren. Diese beiden Insignien wurden als die Irischen Kronjuwelen bekannt. Zusammen mit fünf Collanen der Ritter wurden sie 1907 aus Dublin Castle gestohlen. Der internationales Aufsehen erregende Fall konnte bis heute nicht aufgeklärt werden, die Insignien bleiben verschwunden.
Die Robe eines einstigen Ritters von St Patrick lassen sich im Heraldic Museum von Dublin besichtigen.

## Kapelle und Kanzlei

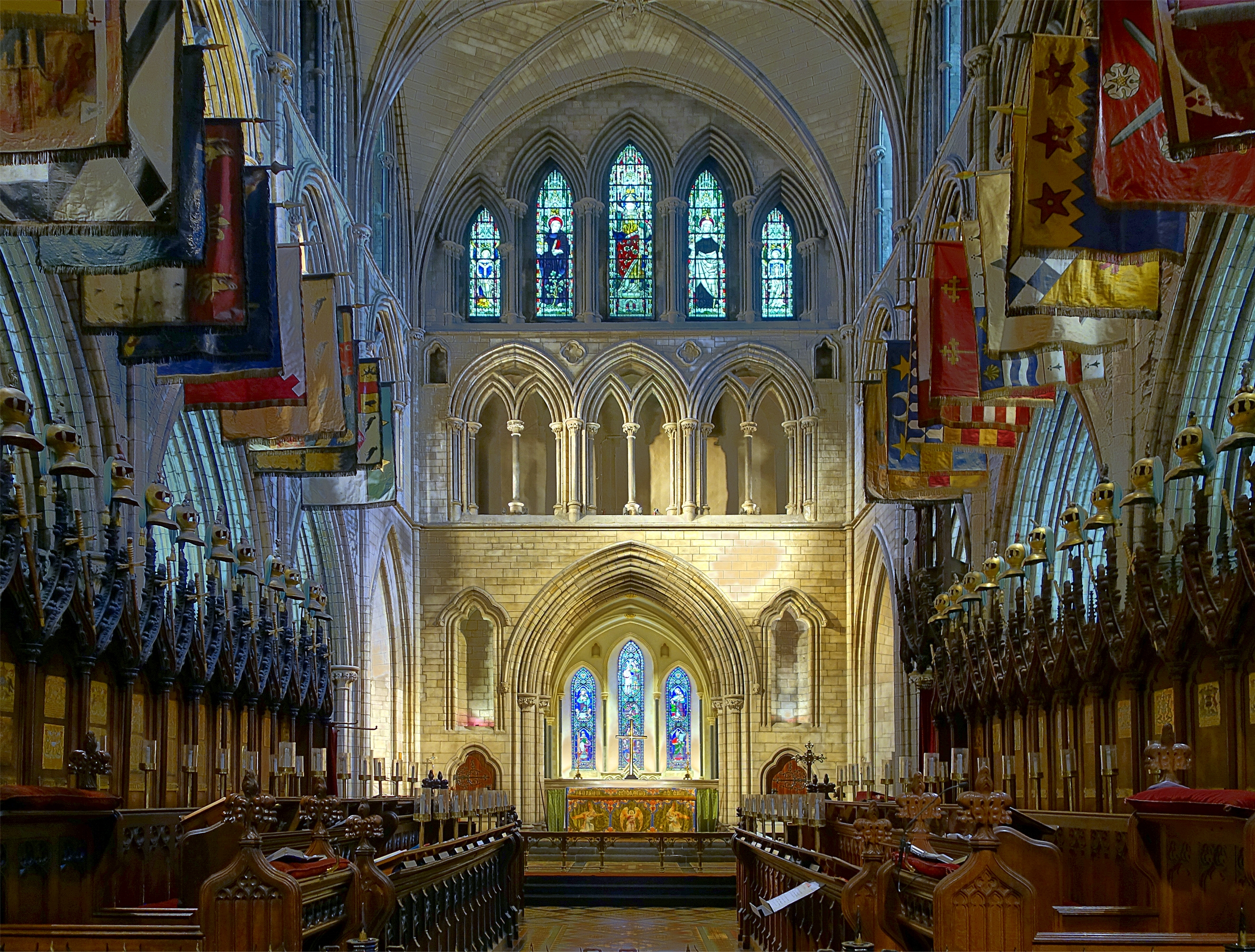
Chor der Sankt-Patricks-Kathedrale mit den Bannern jener Personen, die 1871 dem Orden angehörten

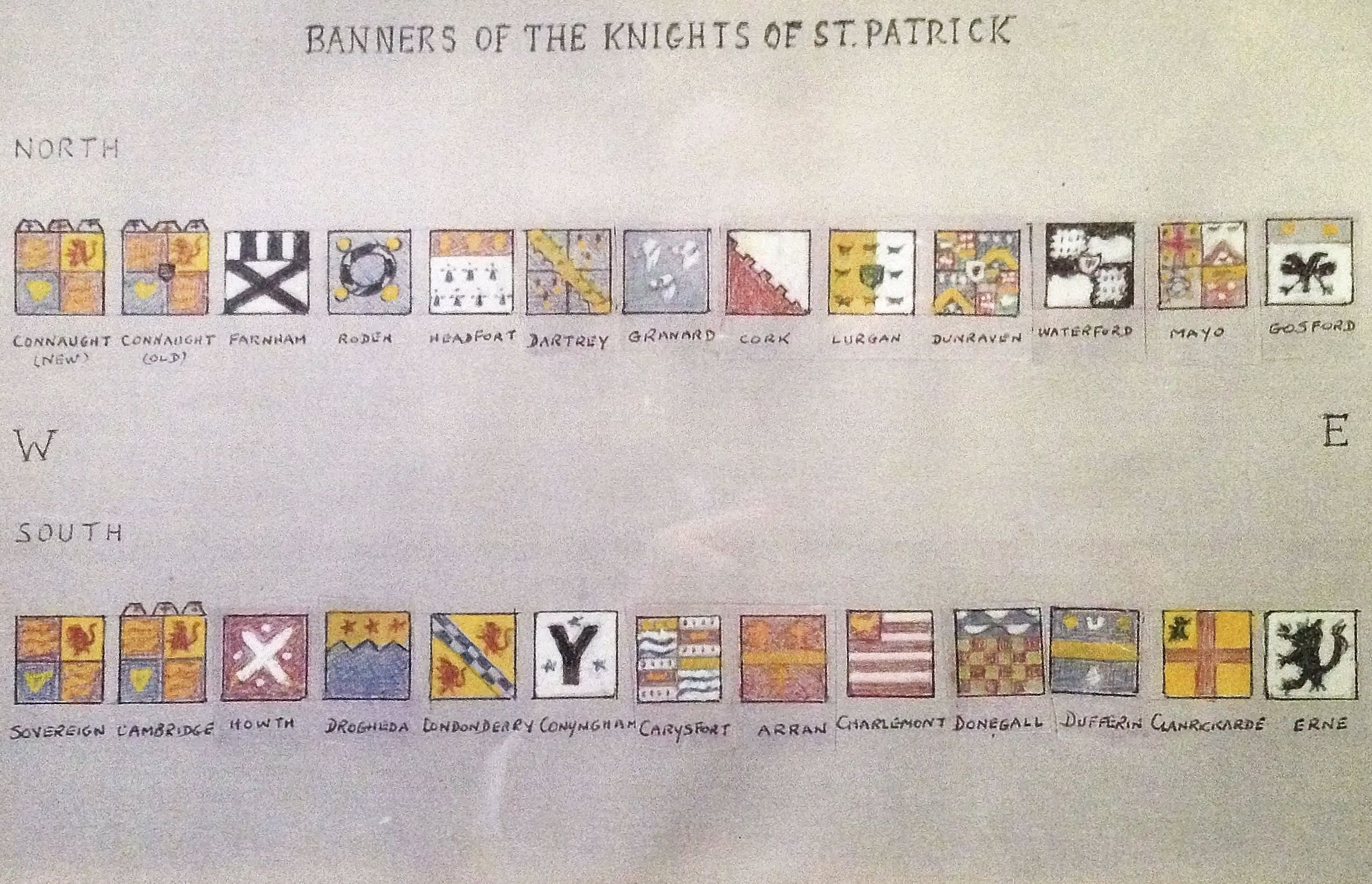
Informationstafel im Chor der Sankt-Patricks-Kathedrale mit Erläuterung der gezeigten Banner

Als Kapelle des Ordens diente ursprünglich die Sankt-Patricks-Kathedrale von Dublin. Jedes Ordensmitglied, auch der Souverän, verfügte über einen Stuhl im Chor der Kathedrale, über der die entsprechenden Wappen angebracht waren. Über der Spitze des Stuhls eines Ritters hing sein Helm, verziert mit Umhang und Helmschmuck. Über Schmuck oder Krönchen wurde das Banner des Ritters gehängt. Auf der Rückseite der Stühle waren vergleichsweise kleine Kupferplatten angebracht, auf der der Name, Waffen und Zugangsdatum zum Orden verzeichnet waren. Beim Tod eines Ritters wurden Banner, Helm, Umhang, Helmschmuck (beziehungsweise Krone) und Schwert abgenommen. Die Bronzeplatten hingegen wurden nicht entfernt. Sie wurden am Stuhl fixiert und dokumentierten so die Ritter des Ordens. Nach der Trennung von Kirche und Staat 1871 wurde die Kathedrale nicht mehr benutzt; die Wappen der Ritter dieser Zeit blieben aber bestehen.
Die Kanzlei des Ordens war die Große Halle (heute die St Patrick’s Hall) im Dublin Castle. Am Saint Patrick’s Day wurde dort ein Bankett abgehalten und neue Ritter geschlagen. Heute dient dieser Ort der Amtseinführung der irischen Präsidenten.

## Ränge und Privilegien
Mit dem Ritterschlag als Ritter von St Patrick (Knight Companion of St Patrick) war eine eigenständige, nicht-erbliche Ritterwürde mit dem Namenszusatz „Sir“ verbunden, doch weil die Ordensmitglieder allesamt zum Hochadel gehörten, wurden sie stattdessen mit ihren höherrangigen Adelstiteln angesprochen. Sie waren in der protokollarischen Rangordnung von England und Wales nach den Rittern des Distelordens und vor den Mitgliedern des Privy Council aufgeführt, hatten aber kraft ihrer übrigen Adelswürden höhere Rangpositionen inne.
Ritter von St Patrick benutzten den Namenszusatz „KP“ (post-nominals). Wenn jemand mehrere solcher post-nominals benutzen durfte, so stand KP immer vor allen anderen, abgesehen von „Bt“ (Baronet), „VC“ (Victoria-Kreuz), „GC“ (Georgs-Kreuz), „KG“ (Ritter des Hosenbandordens) und „KT“ (Ritter des Distelordens).
Ritter konnten ihre Wappen mit einem himmelblauen Reif mit dem Ordensmotto sowie mit der Collane versehen.
Zudem war den Rittern von St Patrick erlaubt, ihrem Wappen Schildhalter hinzuzufügen. Dieses hohe Privileg ist daneben nur den Mitgliedern der königlichen Familie, des Hochadels, Rittern und Damen des Hosenbandordens, des Distelordens und Knights und Dames Grand Cross der nachrangigen Ritterorden erlaubt. Natürlich waren den Rittern von St  Patrick Schildhalter bei allen Gelegenheiten erlaubt, weil sie samt und sonders Mitglieder der königlichen Familie oder des Hochadels waren.